# Chimarrhis glabriflora
Chimarrhis glabriflora là một loài thực vật có hoa trong họ Thiến thảo. Loài này được Ducke mô tả khoa học đầu tiên năm 1945.